# LRoc
LRoc (de son vrai nom James Elbert Phillips) est un auteur-compositeur du label So So Def Recordings. Il a coécrit et coproduit plusieurs chansons comme Call on Me de Janet Jackson, Get Your Number de Mariah Carey, Yeah! d'Usher ou encore Grillz de Nelly.